# Harengula
Harengula is een geslacht van straalvinnige vissen uit de familie van haringen (Clupeidae). Het geslacht is voor het eerst wetenschappelijk beschreven in 1847 door Cuvier & Valenciennes.

## Soorten
- Harengula clupeola (Cuvier, 1829)
- Harengula humeralis (Cuvier, 1829)
- Harengula jaguana Poey, 1865
- Harengula thrissina (Jordan & Gilbert, 1882)